# Операция «Трайдент»
Операция «Трайдент» (англ. Operation Trident, рус. Операция Трезубец) — кодовое наименование рейда ВМС Индии на главную базу пакистанского флота в Карачи, осуществлённого в ночь с 4 на 5 декабря 1971 года, одно из первых сражений Третьей индо-пакистанской войны. Первое применение противокорабельных ракет в южно-азиатском регионе. Операция завершилась полным успехом для индийской стороны: без каких-либо потерь были потоплены два пакистанских военных корабля и сильно повреждён третий, потоплен транспорт с боеприпасами и уничтожена одна из основных нефтебаз пакистанского флота. В ознаменование успеха операции, 4-го декабря отмечается День военно-морского флота Индии.

## Предпосылки
К концу 1971 года отношения между Индией и Пакистаном в очередной раз испортились. В Пакистане в это время бушевала полномасштабная гражданская война между правительственной армией и повстанцами, выступавшими за независимость населённого в основном этническими бенгальцами Восточного Пакистана, ставшая впоследствии известной как Война за независимость Бангладеш. Индия, желая ослабить традиционного соперника, а также чтобы уменьшить поток беженцев, скрывающихся от пакистанских репрессалий в этнически близком индийском штате Западная Бенгалия, оказывала поддержку повстанцам, что не могло не вызывать неудовольствия Пакистана.
Пакистанское руководство, пришедшее к выводу, что партизанское движение невозможно подавить, пока оно получает поддержку из Индии, приняло решение вынудить Индию к прекращению этой поддержки силовыми методами. Напряжение между двумя странами неуклонно нарастало с лета 1971 года, и к концу осени на границах происходили регулярные инциденты. 3-го декабря 1971 года пакистанские ВВС предприняли попытку неожиданной атаки на базы ВВС Индии, известную как Операция «Чингисхан». Она не принесла ожидаемого успеха, но послужила спусковым крючком к началу Третьей индо-пакистанской войны и освободила руки индийскому флоту для давно планировавшейся морской блокады Пакистана.
Основные объёмы снабжения Пакистана проходили через его единственный глубоководный порт в Карачи, там же располагалась основная база пакистанского Флота, поэтому удар по Карачи являлся очевидным шагом по установлению блокады, и планировался индийскими штабами задолго до официального начала войны. Учитывая важность порта для снабжения страны и поддержки операций флота, он был хорошо защищён, и прикрыт с воздуха силами двух расположенных неподалёку авиабаз. Однако пакистанская авиация на тот момент не могла успешно действовать ночью, чем и воспользовалось индийское командование.

## Планирование
Основным разработчиком операции был начальник Морского Штаба адмирал Сардарилал Матрадас Нанда. В связи с тем, что пакистанская авиация не могла работать по ночам, удар было решено наносить именно в тёмное время суток. Для осуществления операции были выбраны ракетные катера проекта 205, закупленные незадолго до этого у Советского Союза и сведённые в 25-ю Эскадру «Киллер», базировавшуюся в Бомбее. Однако поскольку радиус действия катеров был недостаточен, план операции предусматривал участие в ней танкера и дозаправку непосредственно перед ударом. В конечном итоге отряд, выделенный для операции, состоял из трёх ракетных катеров пр. 205 (Vidyut class, по индийской классификации): INS Nipat (K86), INS Nirghat (K89) и INS Veer (K82); двух противолодочных сторожевиков пр. 159 (также советской постройки) INS Kiltan (P79) и INS Katchall (P81); а также эскадренного танкера INS Poshak. Командовать операцией был назначен командир 25-й эскадры коммандер Бабру Бхан Ядав.

## Операция «Трайдент»
Ранним утром 4-го декабря 1971 года индийский отряд вышел из базы, причём сторожевики и танкер вели ракетные катера на буксире для экономии топлива. Все радиопереговоры индийские моряки вели на русском языке. Примерно к полудню отряд достиг установленного места в 240 милях к югу от Карачи, вне зоны действия пакистанской авиации. Корабли дозаправились с танкера и принялись ждать наступления темноты. Коммандер Ядав находился на борту «Нипата» и, с наступлением сумерек, приказал выдвигаться по направлению к Карачи, избегая контакта с патрульными самолётами и кораблями. К десяти часам вечера ударная группа в составе «Нипата», «Ниргата», «Веера» и прикрывающего их от подводных атак «Килтана» находилась на расстоянии примерно 70 миль от Карачи.
- В 22:30 индийские катера обнаружили цели в 42 милях к северо-востоку и 45 к северо-западу. «Ниргат» отклонился к северо-западу и после идентификации цели, которой оказался пакистанский эсминец «Хайбер», открыл огонь ракетами П-15 «Термит». Экипаж «Хайбера» принял ракету за атакующий истребитель и открыл огонь из зенитной артиллерии, но не смог её поразить.
  - В 22:45 ракета попала в «Хайбер» по правому борту в районе кормового машинного отделения. Котёл № 1, повреждённый попаданием, взорвался, лишив корабль хода. В штаб ушла радиограмма: «Атакован авиацией в квадрате 020 FF 20, попадание в котёл № 1, не имею хода». Переданные в суматохе координаты оказались неправильными, что впоследствии затруднило спасательные работы.
  - В 22:49 «Ниргат» выпустил по «Хайберу» вторую ракету, которую также не удалось сбить. Попадание уничтожило котёл № 2, после чего «Хайбер» быстро затонул[10].
- В 23:00 «Нипат» вышел на дистанцию удара по своим целям, и выпустил по одной ракете в каждую: в транспорт «Венус Челленджер» и эскортирующий его эсминец «Шах Джахан». Транспорт, который, как впоследствии оказалось по индийским данным, вёз боеприпасы, направленные с американских складов в Сайгоне в порядке военной помощи США Пакистану, немедленно взорвался и затонул примерно в 26 милях от порта. Эсминец, сильно повреждённый попаданием, был полностью выведен из строя и впоследствии списан как неремонтопригодный.
- В 23:30 «Веер» обнаружил тральщик «Мухафиз» и выпустил по нему одну ракету, попаданием которой тот был полностью уничтожен, не успев подать сообщение о бедствии. Выжившие с «Мухафиза» были затем случайно обнаружены спасателями, ищущими спасшихся с «Хайбера».
- Продолжающий движение на север «Нипат» затем нанёс удар обеими оставшимися ракетами по нефтехранилищу в Кемари в 14 милях от порта. Одна из ракет по разным данным либо прошла мимо цели, либо не взорвалась, однако взрыв второй разрушил один из резервуаров и вызвал пожар, уничтоживший нефтебазу.

После этого выполнившие задачу катера развернулись и ушли полным ходом на юг. После соединения со сторожевиками и танкером, отряд направился в Бомбей, чтобы под прикрытием темноты избежать ответного удара пакистанской авиации.

## Последствия
В ответ на эту атаку пакистанская авиация нанесла удар по передовой базе индийских ракетных катеров в Охе, штат Гуджарат, но без особого успеха, поскольку после налёта катера ушли прямо в гораздо лучше защищённый Бомбей. Тем не менее, пакистанская авиация уничтожила заправочные мощности базы в Охе, что не дало индийскому флоту повторить налёт немедленно. Следующий рейд был осуществлён только 8-го декабря в ходе операции «Питон».
Пакистанский флот, захваченный врасплох налётом на свою основную базу, пережил несколько ложных тревог, вызванных неподтверждёнными сообщениями об индийских кораблях вблизи Карачи. В ходе одной из этих тревог, в 06:45 6-го декабря, пакистанский фрегат «Зульфикар» был принят за индийский корабль и атакован пакистанской авиацией, получив значительные повреждения и потери среди экипажа.
Исход операции показал явный недостаток защищённости порта Карачи и полную неготовность пакистанского флота противостоять ракетным атакам. В связи с этим поток грузов через Карачи резко упал в течение считанных дней, что фактически привело к установлению неформальной блокады, несмотря на то, что следующая индийская атака последовала лишь через несколько суток.
Успех операции, проведённой без каких-либо потерь с индийской стороны, побудил индийское командование повторить её, что и было осуществлено спустя четыре дня в ходе также успешной операции «Питон». Тем не менее, не обошлось и без конфликтов: уничтожение нефтебазы в пригороде Карачи Кемари одно время приписывали себе индийские ВВС.

## Награды
Полный успех операции, вкупе с тем фактом, что это была первая значительная операция ВМС независимой Индии, привёл к большому количеству наград, полученных участвовавшими в ней военнослужащими. Помощник адмирала Нанды коммодор Гуляб Моханлал Хиранандани был награждён медалью Наусена, командир операции коммандер Б.Б Ядав получил орден Маха Вир Чакра, лейтенант-коммандеры Б. Н. Кавина, И. Шарма и О. П. Мехта, командовашие ракетными катерами, были награждены орденами Вир Чакра, как и главный старшина М. Н. Сангал.